# Fred Fish
Fred Fish (ur. 4 listopada 1952, zm. 20 kwietnia 2007 w Idaho, USA) – amerykański programista komputerowy, w latach 1986–1995 wydawca unikatowej na skalę światową serii dyskietek („Fred Fish Disks”) z oprogramowaniem freeware dla użytkowników komputerów Amiga. W ramach serii zostało wydanych 1000 dysków.